# Stilbus testaceus
Stilbus testaceus é uma espécie de insetos coleópteros polífagos pertencente à família Phalacridae.
A autoridade científica da espécie é Panzer, tendo sido descrita no ano de 1797.
Trata-se de uma espécie presente no território português.